# Ян Вэй (бадминтонистка)
Ян Вэй (кит. упр. 杨维, пиньинь Yáng Wéi, род. 13 января 1979, Гуандун) — китайская бадминтонистка, олимпийская чемпионка 2004 года в парном разряде, чемпионка мира 2007 года в парном разряде.
Ян Вэй родилась в провинции Хубэй, но выросла в провинции Гуандун. Начиная с 1998 года она завоевала свыше 40 международных титулов в бадминтоне. В 2000 году на Олимпиаде в Сиднее она завоевала серебряную медаль в парном разряде, выступая вместе с Хуан Наньян. Начиная с 2003 года играет в паре с Чжан Цзевэнь, и в 2004 году они завоевали золотую медаль в парном разряде на Олимпиаде в Афинах, однако на Олимпиаде 2008 года в Пекине не смогли продвинуться дальше четвертьфинала.